# IC 2104
IC 2104 је спирална галаксија у сазвјежђу Зец која се налази на листи објеката дубоког неба у Индекс каталогу.
Деклинација објекта је - 15° 47' 52" а ректасцензија 4h 56m 18,9s. Привидна величина (магнитуда) објекта IC 2104 износи 13,0 а фотографска магнитуда 13,8. Налази се на удаљености од 82,913 милиона парсека од Сунца. IC 2104 је још познат и под ознакама MCG -3-13-34, IRAS 04540-1552, PGC 16367.